# Rifugio dei Grands Mulets
Il rifugio dei Grands Mulets è un rifugio situato nel comune di Chamonix-Mont-Blanc nel dipartimento dell'Alta Savoia, nel massiccio del Monte Bianco, a 3051 m s.l.m.

## Storia
Il rifugio è collocato lungo il percorso che Michel Gabriel Paccard e Jacques Balmat seguirono per raggiungere per primi la vetta del Monte Bianco nel 1786.
È il primo rifugio alpino costruito dal Club alpino francese (CAF) nel 1881.

## Caratteristiche e informazioni
Il rifugio è collocato su uno sperone di roccia, detto i Grands Mulets, in mezzo al ghiacciaio dei Bossons.

## Accessi
L'accesso più comune avviene dalla funivia dei Ghiacciai e più particolarmente dalla stazione di Plan de l'Aiguille (2317 m).

## Ascensioni
Costituisce il punto di partenza della via dei Grands Mulets, una delle classiche vie normali di ascesa al Monte Bianco.